# 寺岛实郎
寺岛实郎 （寺島実郎，1947年8月11日—）日本国际政治与经济领域的著名学者。现任日本多摩大学校长、三井物产战略研究所会长、日本综合研究所会长。2009年8月曾经访台，向台湾总统马英九传达日本民主党高层的讯息；寺岛实郎被视为民主党智囊。
寺岛实郎出生于日本北海道雨龍郡沼田町。从北海道札幌旭丘高校毕业、早稲田大学大学院政治学研究科修士课程修毕后，加入三井物产，曾任纽约本店业务部情报、企画担当课长、华盛顿事务所长、三井物产常务执行董事等。
经济上，寺岛实郎认为日本应该放弃市场万能论，推行“义利合一”的资本主义；外交上，他主张日本应该“亲美入亚”，建立「对等的美日同盟关系」，但不是反美厌美，也完全不同于早年日本社会的反日美安保同盟运动。

## 著作中文翻译
- 寺岛实郎著，徐静波、沈中琦译，《呼吸历史——对亚太区域的人文思考》，复旦大学出版社